# オニグルミ
オニグルミ（学名: Juglans mandshurica var. sachalinensis）は、クルミ科クルミ属の樹木である。

## 形態

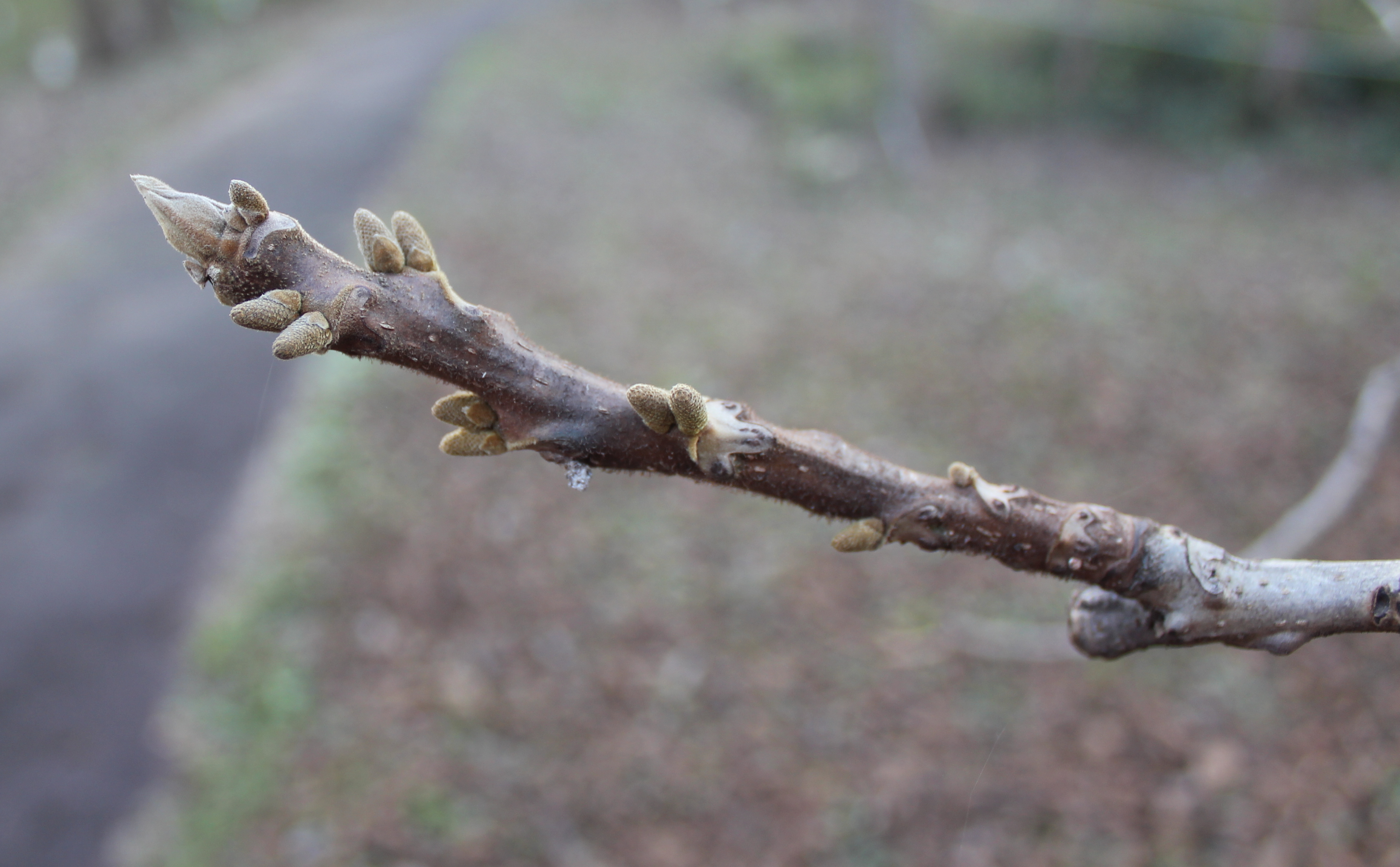
オニグルミの冬芽
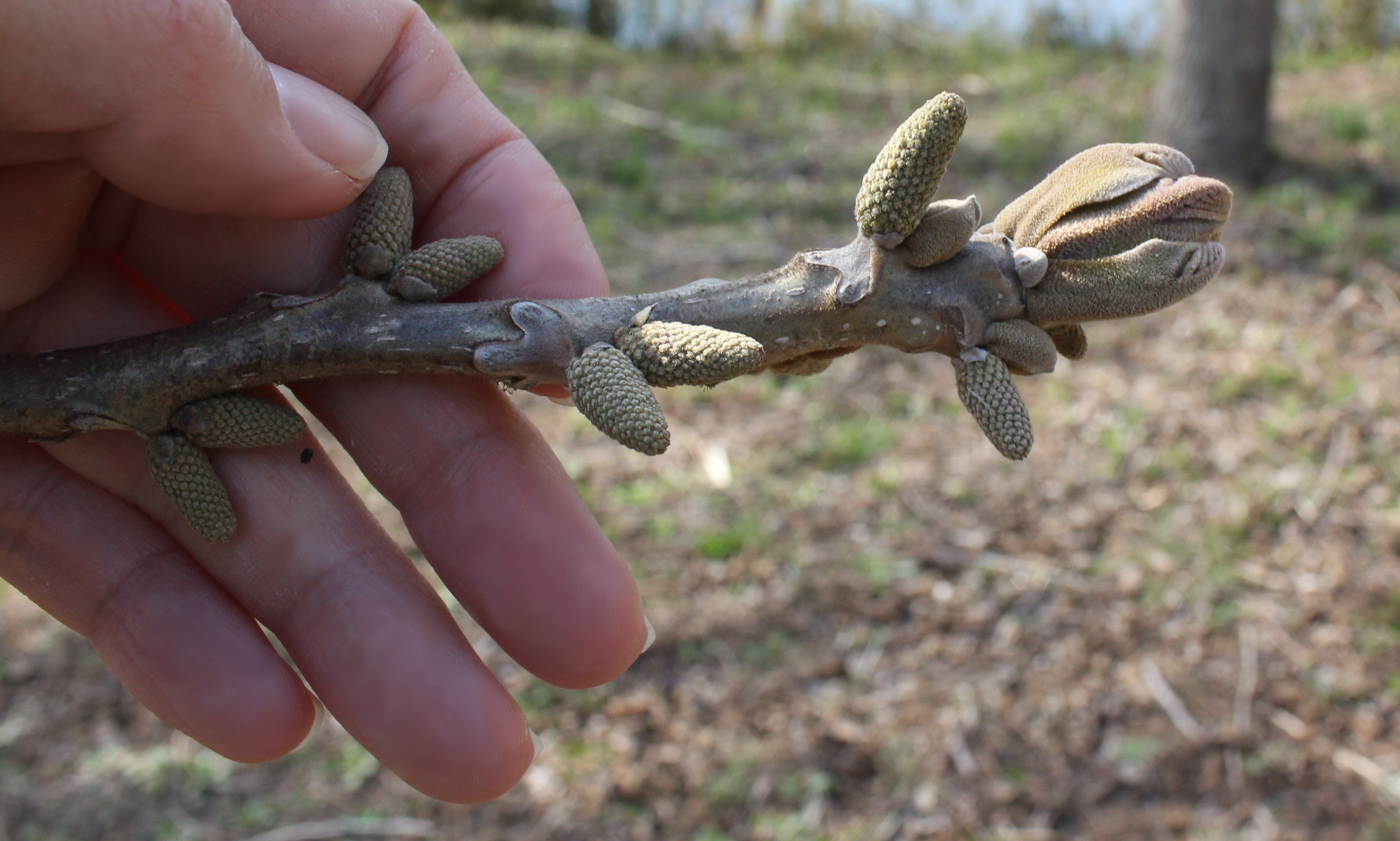
展葉直前のオニグルミの冬芽

落葉広葉樹の高木で樹高は20-30mに達する。樹冠は広葉樹らしい丸いものであるが、太い枝を分枝させる割に小枝が少なく、全体的に樹形は粗い印象になる。樹皮は褐色で若い頃は平滑、老木になると縦に大きく裂ける。若い枝は褐色に毛を密生させる。葉は枝に互生する奇数羽状複葉で小葉の数は9枚から21枚（4対から10対）、小葉の縁には明確な鋸歯を持つ。葉柄は短くて根元が太い。
花は1つの個体に雄花と雌花の2種類が咲くいわゆる雌雄同株である。雄花は尾状花序で前年枝から垂れ下がり、逆に雌花は当年生の若枝に直立する。雌花は10～20花ほどが付き、花穂には褐色の毛が密生する。雌花のがく片は緑色、柱頭部は二又に分かれ赤くなる。風媒花であり特に強いにおいなどは無い。開花時期は展葉とほぼ同じ時期である。花粉は棘状の構造物で覆われる。クルミ属の花粉は形態的に同科のサワグルミ属のものに近いが、ノグルミ属のものとはやや異なる。

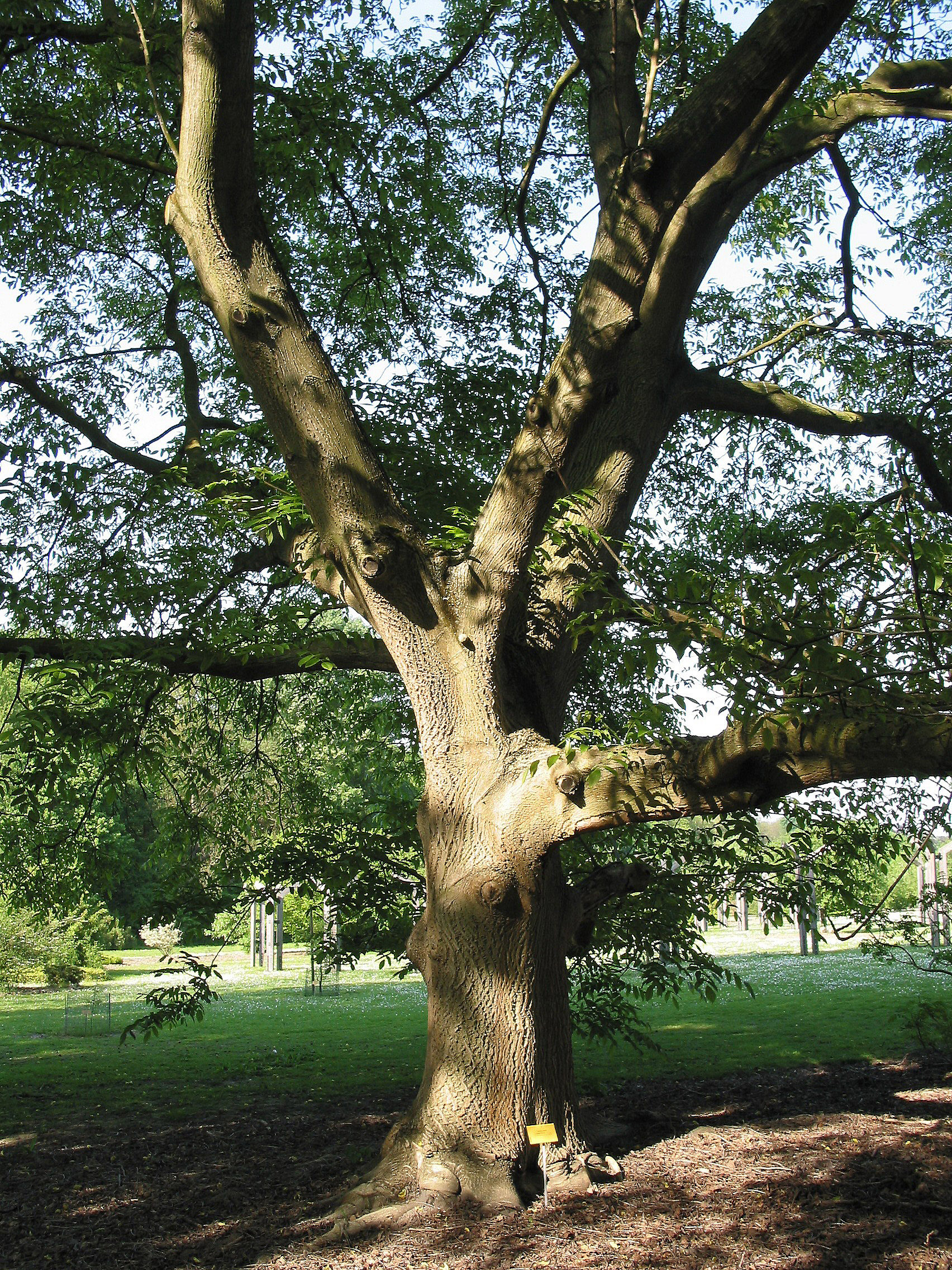
樹形と樹皮
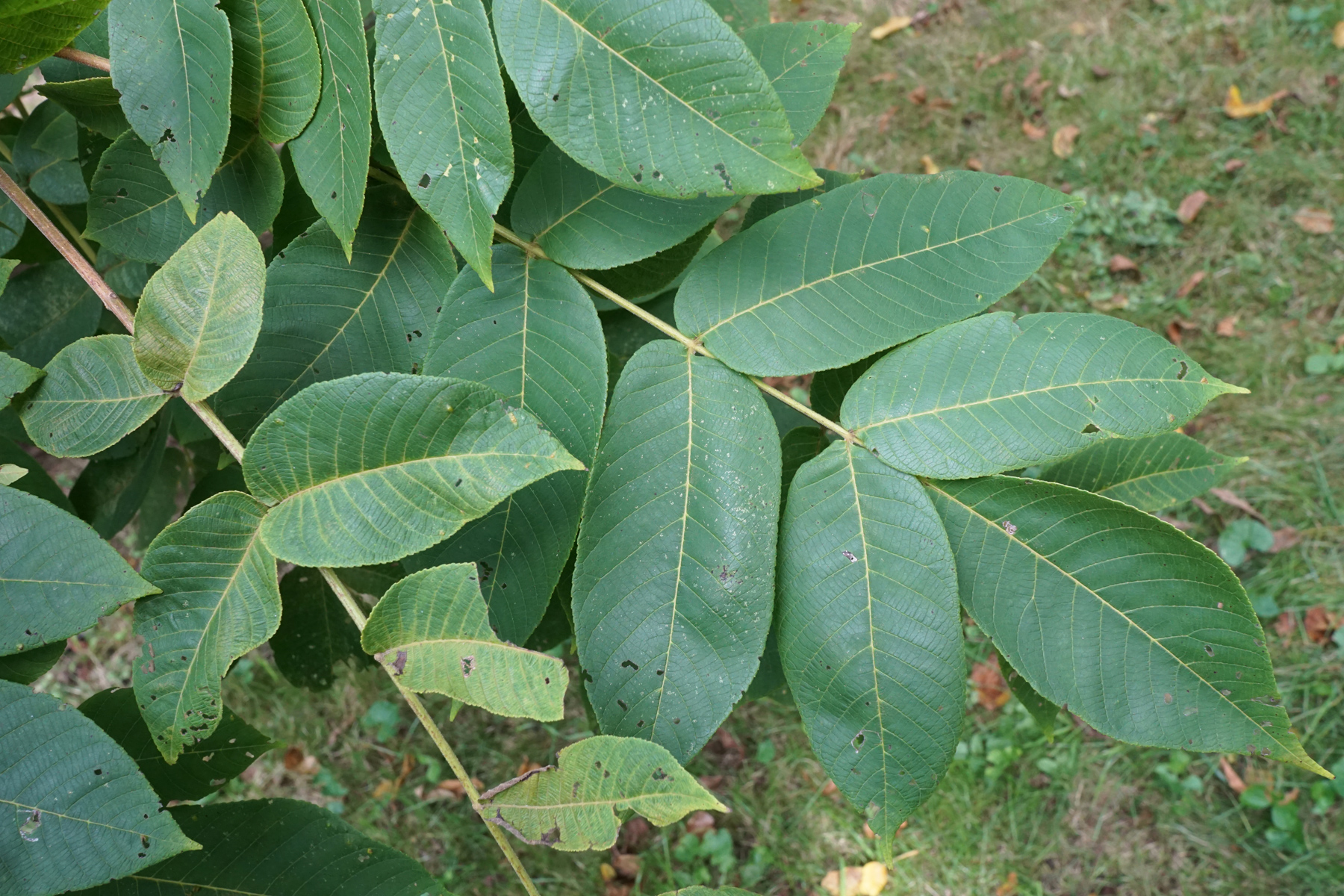
葉は奇数羽状複葉
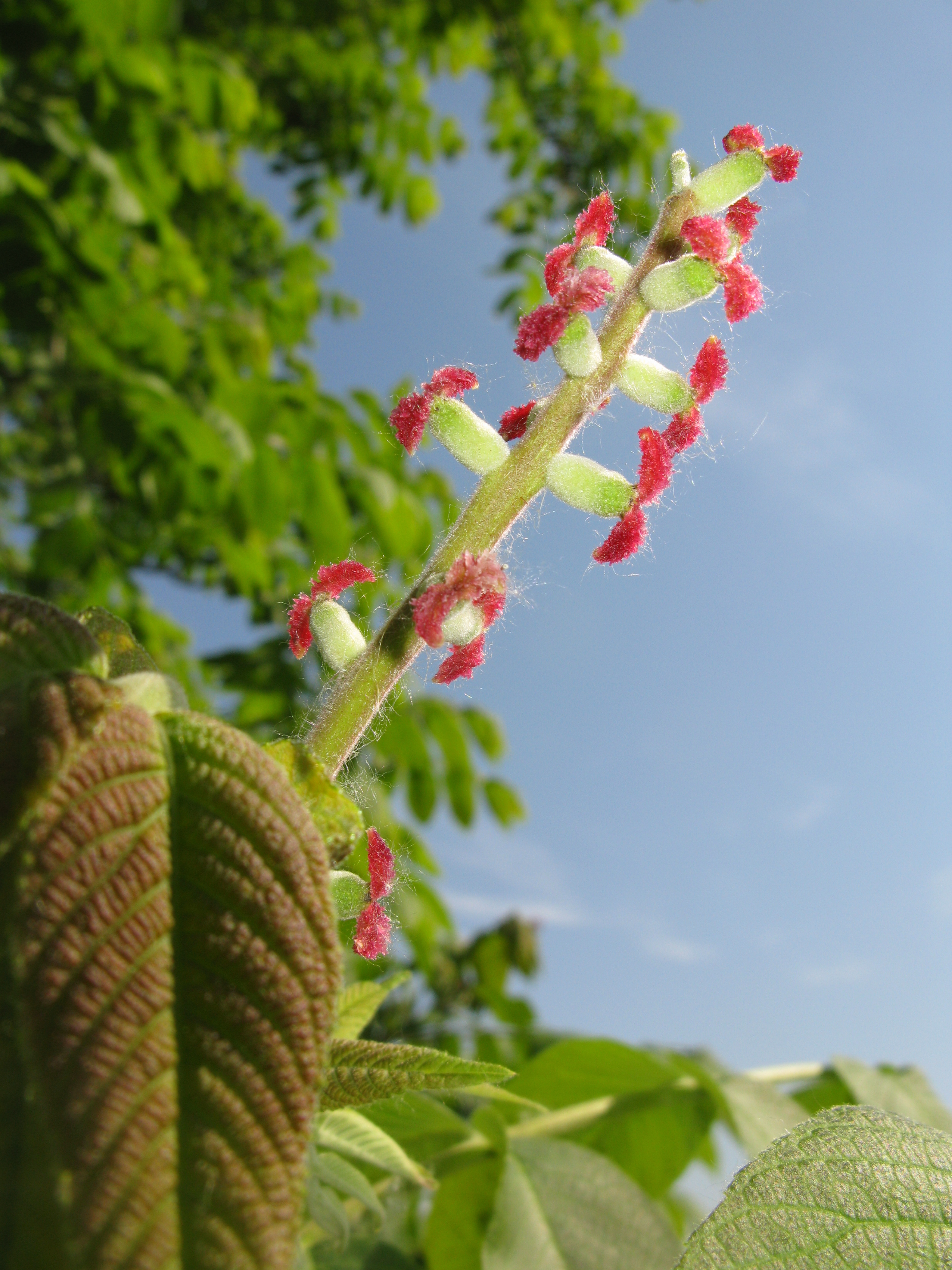
雌花序。柱頭は赤く先端は二裂する。
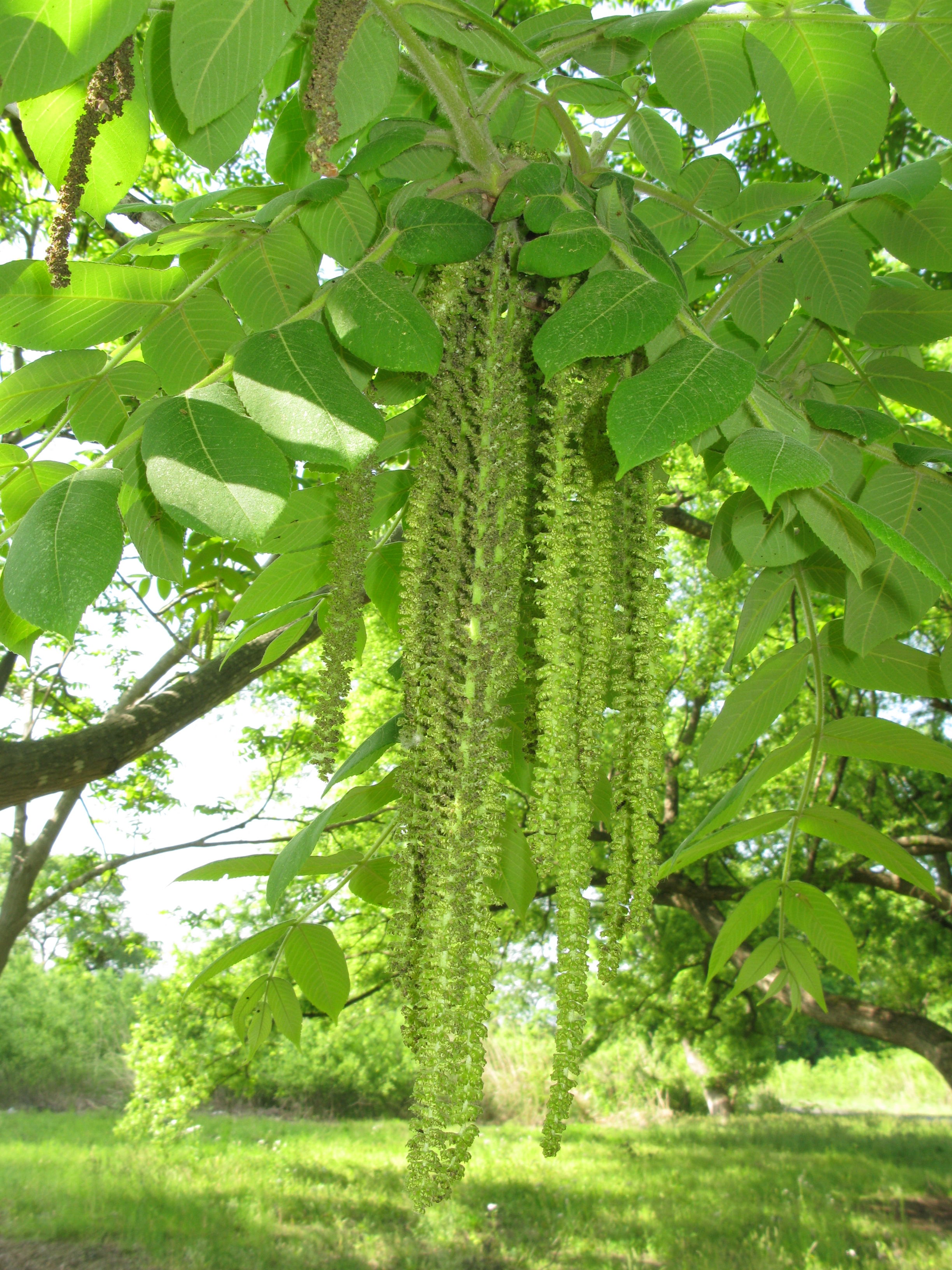
雄花序。緑色で垂れ下がる。

果実は初夏に受粉後同年の秋には熟す。果実はほぼ球形の緑色で熟すにつれてやや黄色っぽくなる。毛が密生しざらざらした手触りである。果実内の果肉は薄く、殆どは核が占める。核は厚い殻を持ち、広卵形から球形で表面には深いひだを持ち縫合部はやや飛び出る。
ドングリ類やトチノキと同じく、発芽は地下性（英:hypogeal germination）で子葉は地中に残したまま本葉が地上に出てくる。このタイプの子葉は栄養分の貯蔵と吸出しに特化し、最初に根を伸長させ、次に本葉を展開させ自身は地中で枯死する。
根系はあまり分岐せず水平痕が多いタイプである。垂下根であっても条件の良い層を見つけると水平根をよく伸ばす。細根は根端肥厚が見られ、これは菌類との共生による菌根である。

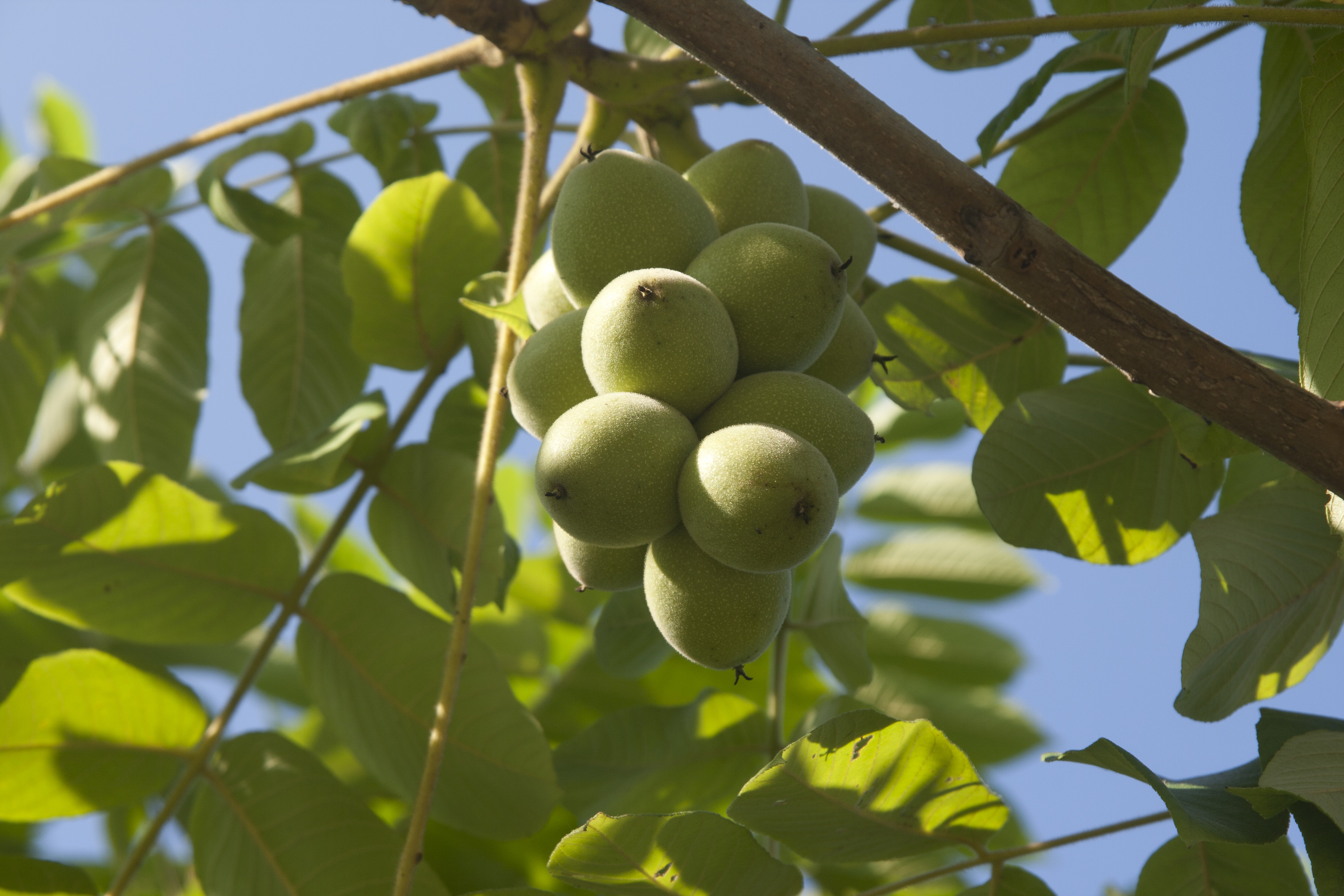
若い果実は鈴なりで緑色。表面に毛が密生する
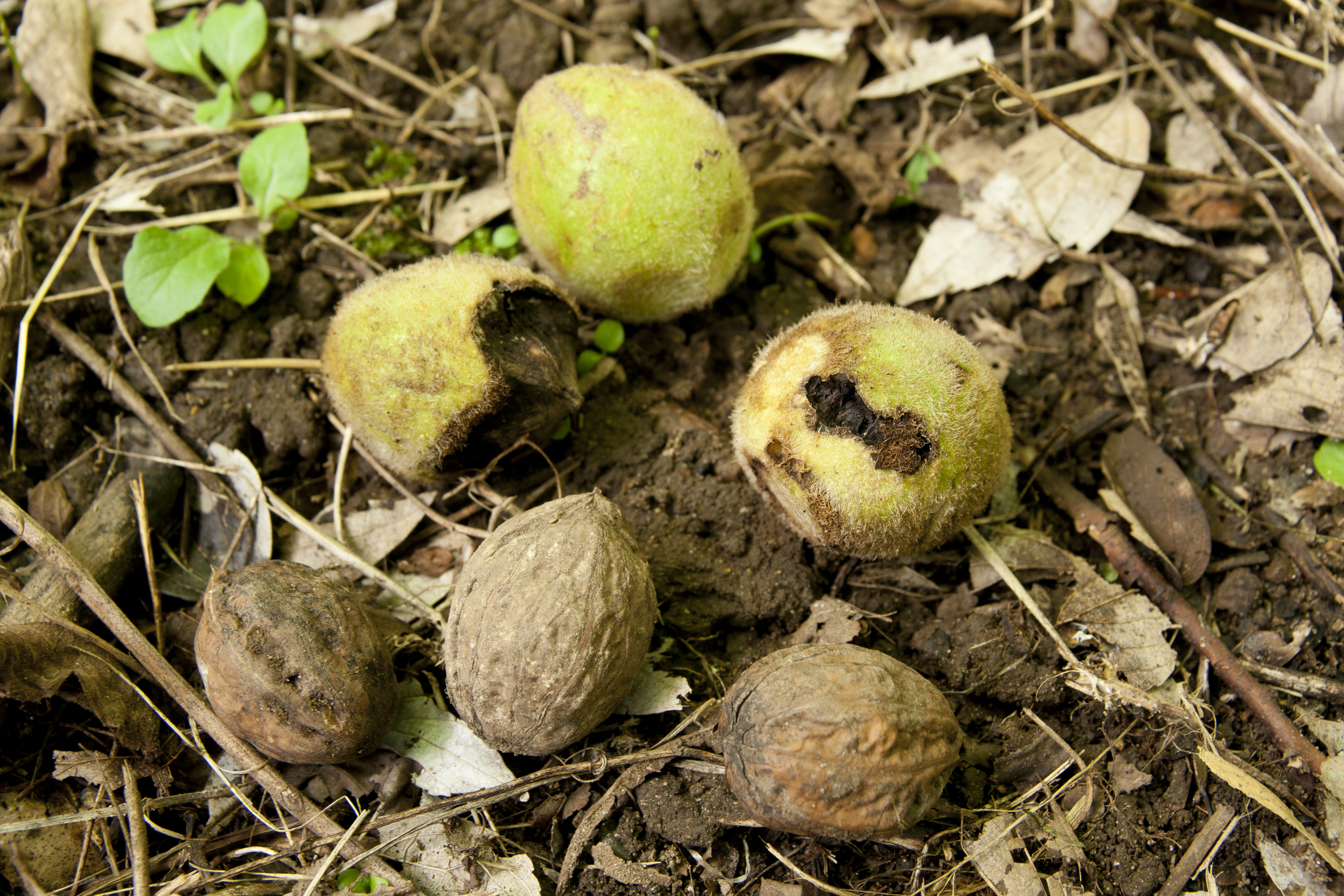
落果した果実と中の核
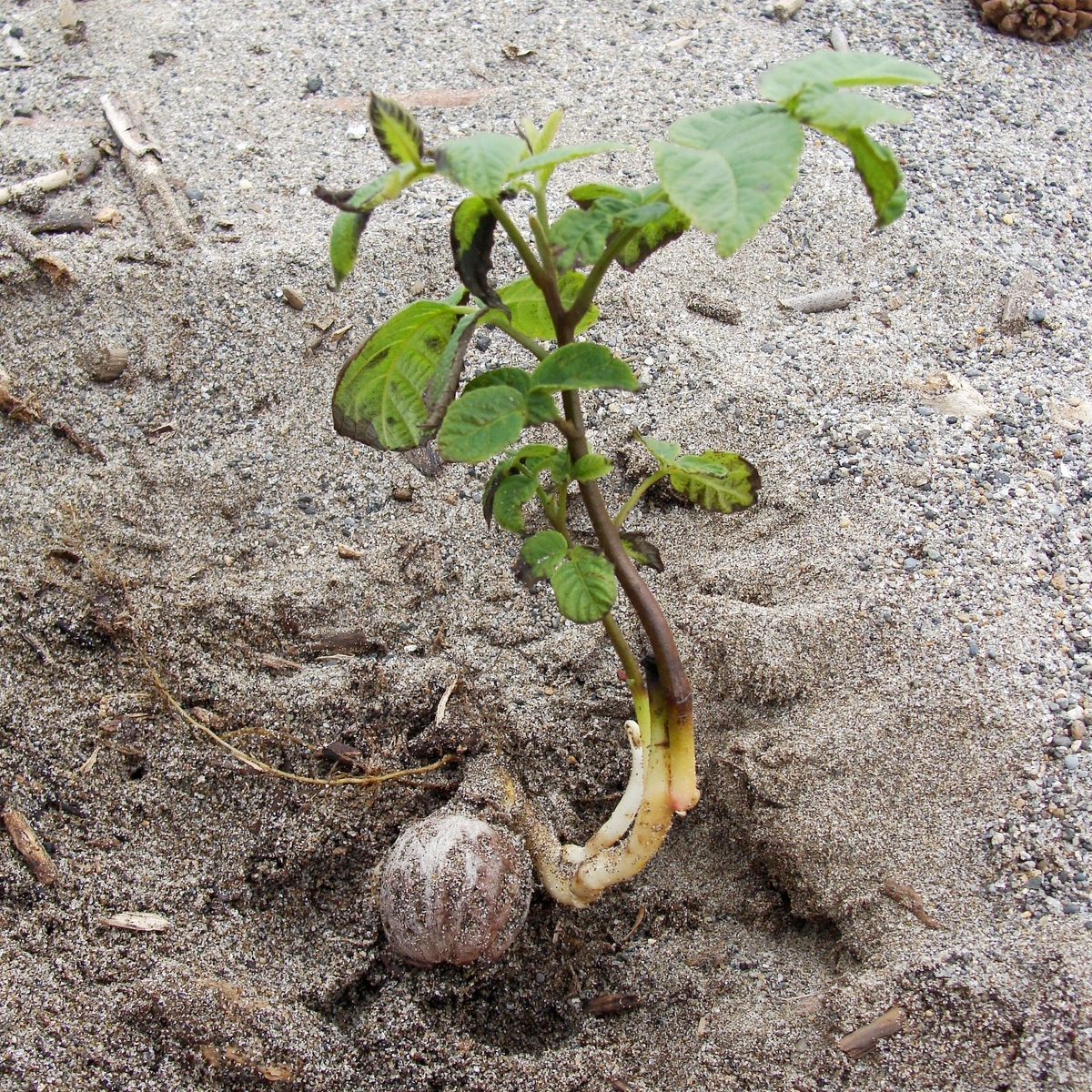
発芽は地下性である。主幹が枯れ萌芽で再生しているのが分かる

冬芽は裸芽と言われることが多いが、特に頂芽に形成される雌花を含む混芽は早落性の鱗片を持つ鱗芽であるという。枝先の頂芽は円錐形で特に大きく、外側につく1対の葉は芽鱗の役目をして、早くに脱落する。枝に互生する側芽は小さい。葉痕は倒松形や三角形で、維管束痕が3個つく。
- オニグルミの冬芽
- 展葉直前のオニグルミの冬芽

### 類似種
近縁種との判別ポイントとしては小葉の鋸歯の有無及び、葉の表面のざらつきと大きさ、果穂の長さに注目する。

## 生態
ニレ類、トチノキ類、ヤナギ類、ハンノキ類などと共に渓流沿いに出現する代表的な樹種である。
前述のように雌雄同株の植物であるが、開花初期のある時点で見たときに雄花だけ咲かせる個体と雌花だけ咲かせる個体がいるといい、一時的に雌雄異株的な一面があるという。このような繁殖様式をヘテロダイコガミー（英：Heterodichogamy）と呼び、日本語では通例「雌雄異熟」、「異型異熟」もしくはこれに近い表現で訳される。現象自体は古くから知られており、また分類的には10科以上で見られるという。雌雄の反転はオニグルミの場合は集団内で開花期間中に一回だけであるが、個体ごとに複数回繰り返すものも知られる。これは自家受精を防ぐ方策の一つと考えられている。
種子散布としてはドングリやトチノキなどと同じく、重力散布や小動物、特にネズミ類による貯食行動に依存した散布を行っている。渓流沿いに出現する種ではあるが、流水による分布拡大は比較的少ないとみられている。貯食による散布の結果平地から斜面上部に分布を広げるようになった例もしばしば報告されている。種子散布者としてはネズミ類の中でもアカネズミよりリスの方が望ましい。アカネズミはササ藪に種子を持ち込む習性があり、発芽しても成長には不向きな環境である。リスがクルミを貯食するのは、カロリーが高く腐りにくいこともあり、手間をかけても保管するメリットがあるからという説がある。リスは貯食後に掘り起こす際は、嗅覚や単なる視覚的な記憶ではなく総合的に判断しており、積雪下でも掘り起こす。飛び飛びのパッチ状態でも地域内にオニグルミが存在することは、リスの生存に重要なことの一つだという。
カラスもよくオニグルミを食べ、この時に空中からクルミを落として割る行動が見られる。クルミの割れやすさは季節による差があり、晩秋ほど割れやすい。また、カラスは重いクルミを選んで割る傾向があるという。カラス類はクルミを自動車に踏ませて割らせるという行動も知られている。ツキノワグマもクルミを利用している。クマはサクラ類の種子散布には期待できるが、クルミの場合はほぼ全てかみ砕いてしまうために種子散布者にはならないとみられる。
動物散布型の種子ということで虫害果に対する動物の反応も調べられており、動物の種類によって反応が違うという。ミズナラで行った同様の実験では雌雄で差が見られたものもあった。
結実状況は豊凶の差がある。ブナやミズナラほど不規則ではないが概ね隔年で豊凶を繰り返すという。ある程度の埋土種子能力はあると見られるが、単に林床で保存すると1年の保存で発芽率は大きく低下する。人工的に低温恒温条件でビニール袋に入れることで数年程度の保存ができるが、その場合も発芽率は徐々に低下する。ビニール袋に入れるか封筒に入れるかで生存率が大きく変わる樹種もある。
クルミ類はアレロパシーが強いとされ、他の植物の生育を阻害する例がしばしば報告される。原因物質とされるジュグロンは生の果実からのエーテル処理でセイヨウグルミの数十倍得られるという。降雨時に生じる樹冠流によってオニグルミの周辺土壌は中性化するという。
海水で育てると速やかに枯死するといい耐塩性は低いと見られる。一方でクルミの種子は時に海岸に漂着することがある。
オニグルミは年間成長期間の中では比較的短期に伸ばすタイプだと見られている。土用芽（英:lammas shoot）も出さず、成長期間中の二度伸びはない。これは樹種毎に傾向があることが知られている。種子の大きさの割に実生の初期成長は遅いというが、成木伐採後の萌芽更新の際は巨大な根系の資源を使い非常に成長が速い。
大型のテントウムシの一種、カメノコテントウの幼虫はアブラムシではなく、ハムシの幼虫を捕食する。特にクルミ類に付くクルミハムシを好み、オニグルミの葉の上でも見られる。オニグルミに付く昆虫、特にチョウやガの幼虫は多い。北海道における調査ではオニグルミやヤナギ類などからなる河畔林は、大量の昆虫を川面に落とし魚類などの餌の供給源になっていると見られている。

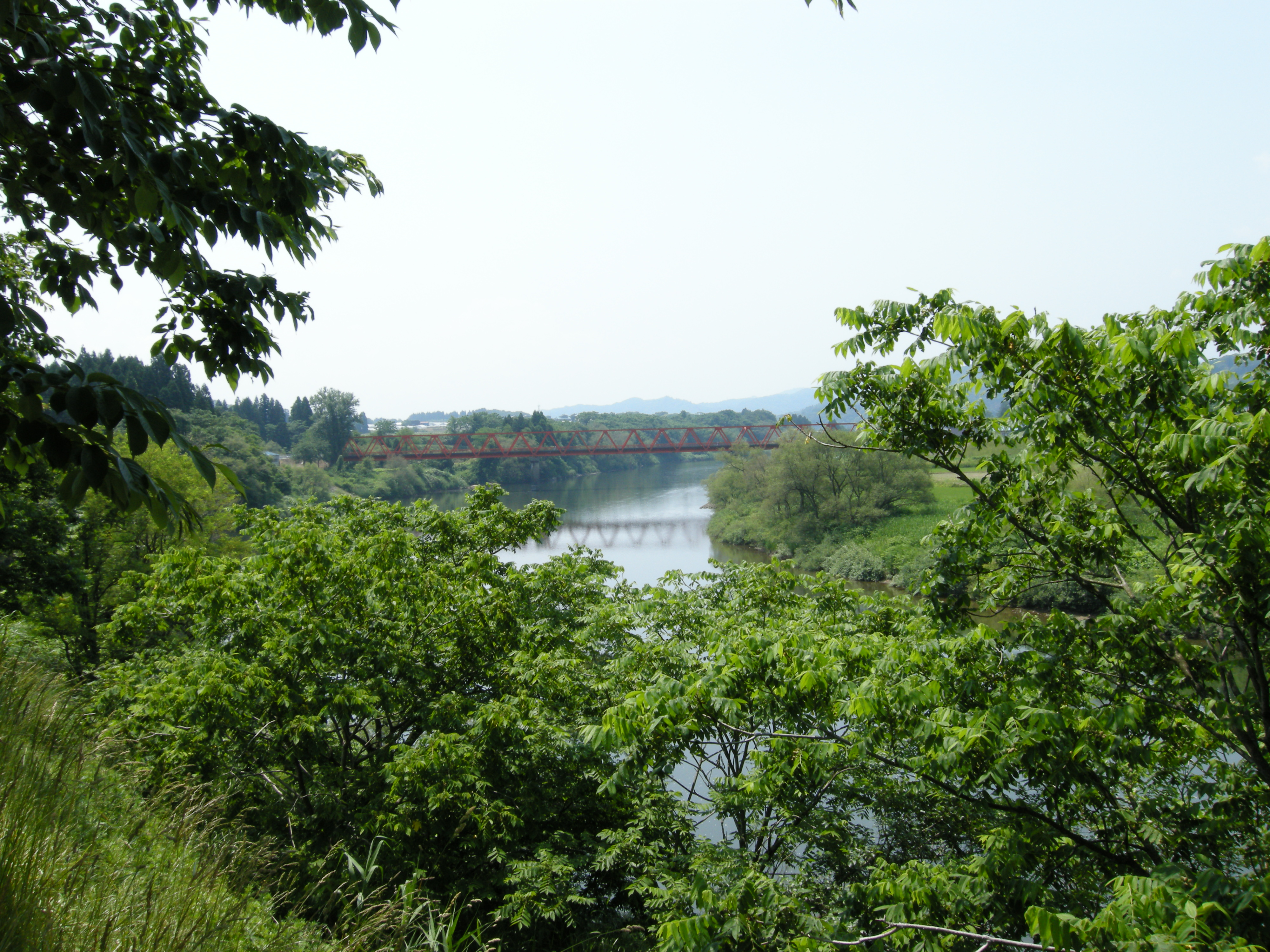
川沿いに群生するオニグルミ（山形県）
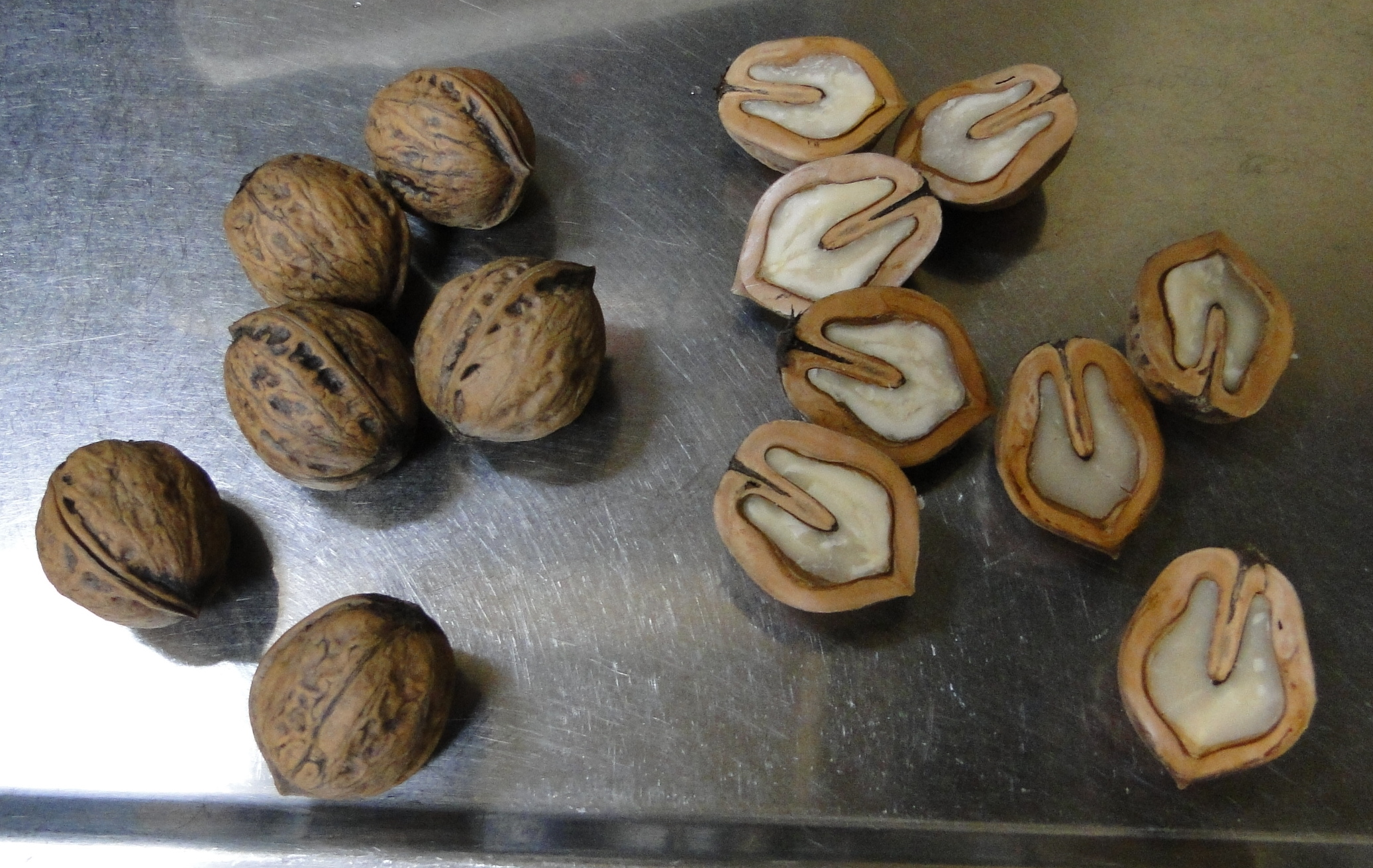
オニグルミの実。洗った物（左）と、それを割った物（右）
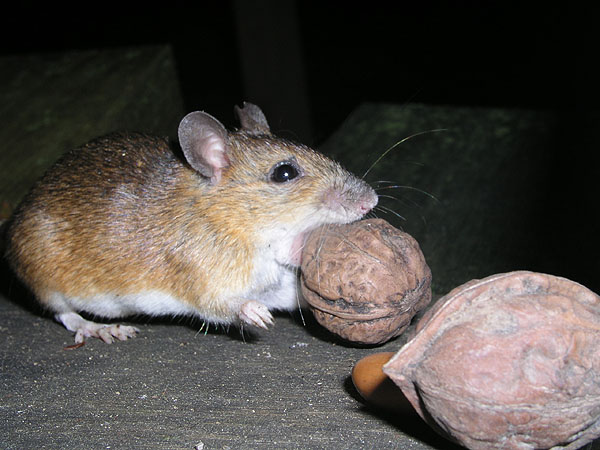
クルミを食べるアカネズミ
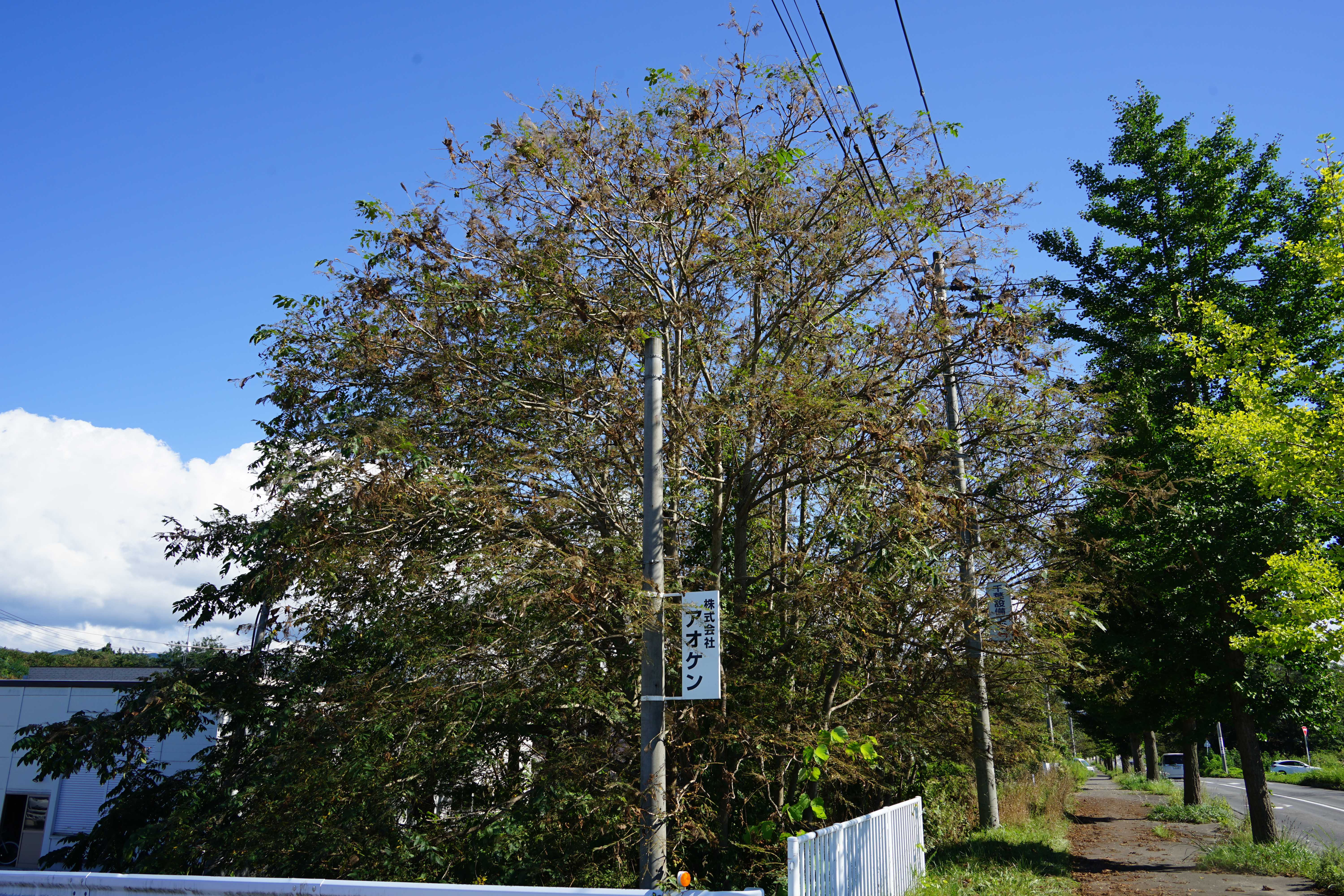
アメリカシロヒトリに食害されたオニグルミ

## 分布
日本の北海道・本州・四国・九州と、樺太にかけて広く分布する。沖縄にはなく、鹿児島県の屋久島が南限とされる。本州の中北部に最も多い

## 人間との関係

### 食用
核の中身は食用になる。形態節の通り地下性の発芽様式を採り、人間や動物が食べている部分は栄養を蓄えた子葉の部分である。
クルミ類を食べる際に僅かに渋みを感じるのは、渋皮に含まれるポリフェノールやタンニンのためである。渋み成分の種類と量はクルミの種類によっても差があるという。果皮や葉にはさらに多くのタンニンが含まれており食用にはできない。ただし、新芽は食べることがある。
オニグルミは、一般に消費されるペルシャクルミと比較して、ミネラルや不飽和脂肪酸に富むことも報告されている。
オニグルミの実は食用にでき、日本産のクルミでは唯一の食用種である。採取時期は9 - 10月ごろで、熟した果実を竿などでたたき落とすか、落ちているものを拾い集める。果実は外皮をかぶっているので、土に浅く埋めて外皮を腐らせたり、靴底で地面に強く踏みつけて転がすなどして取り除き、殻を水洗いして天日干しして保存する。広く市販されるテウチグルミやシナノグルミと比較して実はやや小さく、殻（核果）が厚めで非常に堅いので、食べられる殻の中の種子（仁）を綺麗に取り出す事は容易ではない。クルミを割って食べるときは、尖っているほうを下にして縦位置に置いて、金槌で底を叩き、渋皮は熱湯に通して竹串で剥く。
種子はそのまま生で食べるか、軽く炒って食べる。多くの油分とたんぱく質を含み、味は濃厚で保存性が良い。山菜をクルミ和えで楽しむほか、クルミ豆腐、クルミ味噌、甘煮、和菓子、洋菓子、パンの材料、料理のトッピングなど、広範囲に利用される。中部地方や東北地方では、オニグルミを使った菓子や餅も多い。長期保存が利くので、かつては山村の各家の保存食に利用したり、和・洋菓子用に出荷するなどもされたが、昨今では扱いやすいテウチグルミやシナノグルミのほうが人気が高く、オニグルミは自家消費用に採るぐらいだという。
植物体としては土の中でも残り易く、古くから食用にされていたことを示すものとして、日本列島の縄文時代の遺跡からも、多量のオニグルミの殻が出土している。特に東北・関東・中部地方に多い。クルミだけを捨てる場所、トチノキだけを捨てる場所などの使い分けが見られる遺跡もある。脂質、特に脂肪酸は種に特異的な組成比を残したまま、土壌中に長期残存するとされており、殻の痕跡など間接的な証拠だけでなく骨の分析などからの古代人の植生解明も期待できるという。

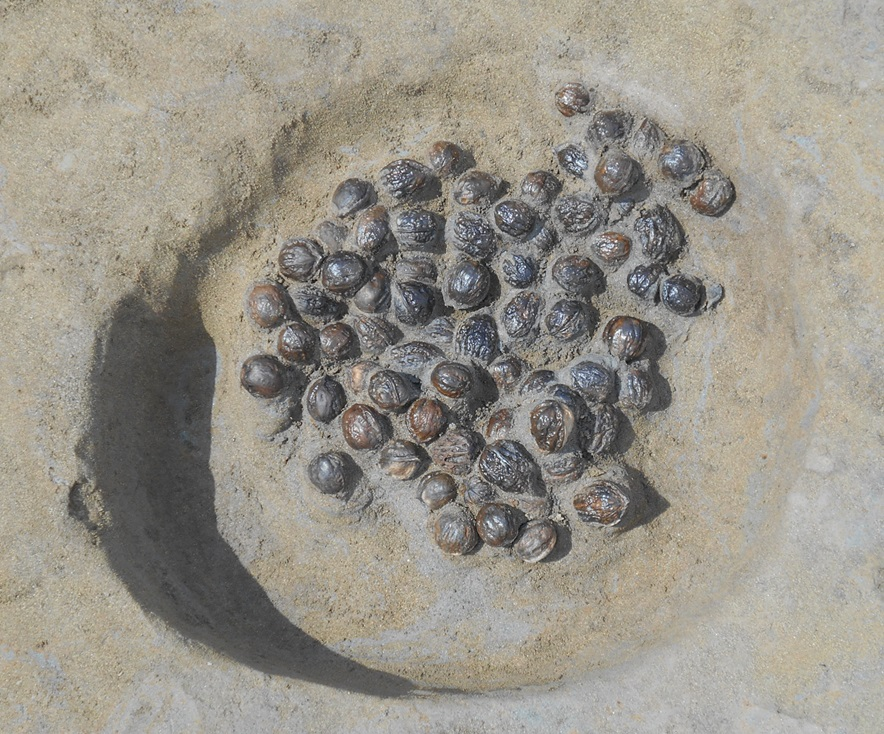
弥生時代の遺跡から発掘されたクルミ（福井県・糞置遺跡）
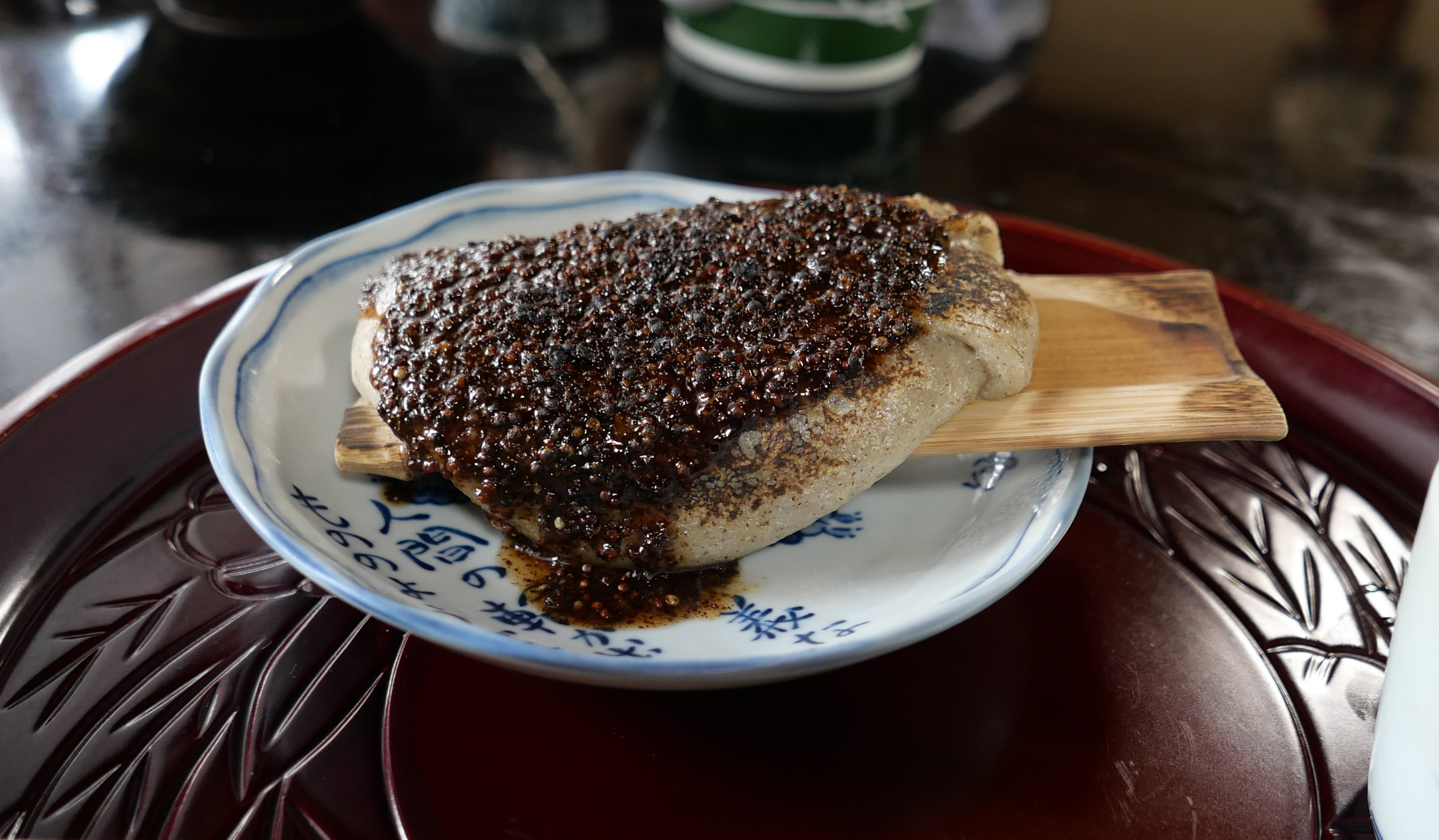
クルミ垂れを塗った蕎麦がき

### 木材
道管の配置は散孔材。心材は赤褐色で辺材は黄白色で境界は明瞭であるが年輪は不明瞭。気乾比重は0.5程度。
木材としてはかたく、「ウォールナット」の名で知られる。ウォールナットは製材後の狂いが少なく、加工も容易という長所を有するため、机や椅子、洋風家具、建築、フローリング、彫刻、小銃の銃床などにも用いられる。
秋田県の古民家における調査では屋根を支える梁桁、床を支える大引などの重要な構造材にオニグルミ材が使用されていた家があった。ただし、スギ、クリ、ケヤキなどに比べると使用頻度は少ない。遺跡からはクルミの殻だけでなく木片も見つかることから、古くから木材としても利用されていたとみられる。

### 薬用
種子が薬用され、生薬名を胡桃仁（ことうじん）と称し、喘息、便秘、インポテンツ、腎結石に薬効があるといわれている。一般的にはオニグルミよりもテウチグルミ（胡桃）がよく使われる。民間療法では、1日量5 - 10グラムを400 ccの水で煎じて、3回に分けて服用する用法が知られるが、そのまま食べても同様に効果があるとされる。体力が落ちてころころしたときの便秘や、咳をしたときに尿漏れするような喘息に良いといわれている。
魚毒として漁に使ったという記録が各地に残る。殺魚成分はナフトキノンだとされる。魚毒漁は使用する植物はもちろん、漁の目的から参加者まで多種多様のものがあることが各地で報告されているが、クルミを用いる場合のこの辺のことはよくわかっていない。

### 殻の利用
根付細工などに利用された。
粉砕した殻を埋め込んだ冬用タイヤが開発されている。クルミの殻は硬く鋭利であるが、スパイクタイヤではなくスタッドレスタイヤ扱いとなっている。

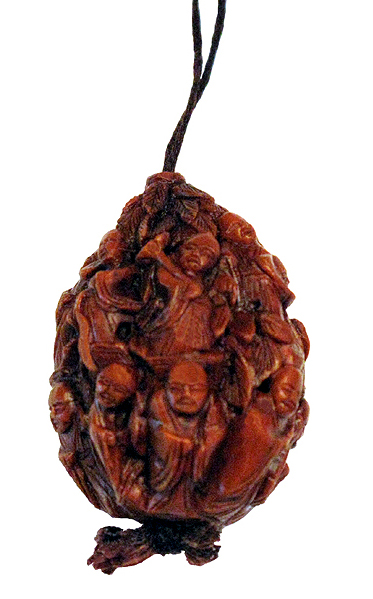
クルミで作られた根付
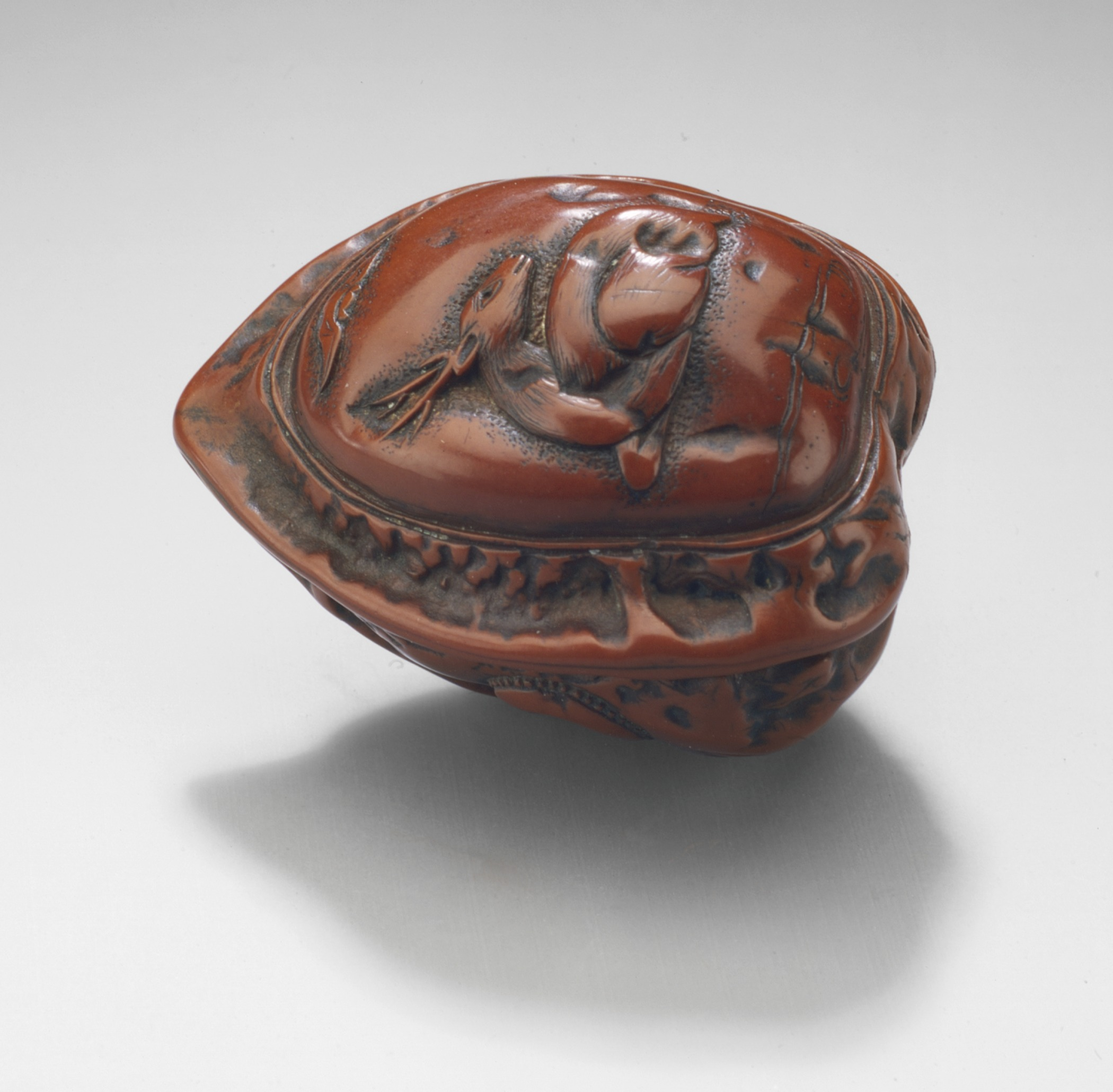
ウサギが描かれたクルミの根付

### 種の保全状況
鹿児島県で絶滅危惧Ⅱ類、千葉県で準絶滅危惧種に指定されている。

### その他
観賞性はあまり高くないが、収穫を楽しむことができる植栽として庭木などにも使われる。植栽する場合、植え込みの適期は12月 - 3月とされる

### 象徴
小正月の魔除け的な習慣である削掛の材料にオニグルミを使うという。削掛に似たアイヌの習慣にイナウがある。イナウに用いる樹種は儀式の目的によっては、それほど制限されないものもあると言い、中にはオニグルミで作るものもあるという。
クルミを庭に植えることは魔除けになるという地域と、逆に災いごとを呼び込むとして禁忌とする地域があるという。
オニグルミの花言葉は、「あなたに夢中」「至福のとき」とされる。

### 自治体の木
以下の市町村で自治体の木として指定されている。ただし、何れもオニグルミではなく広義の「クルミ」として指定しており、核果が利用できるテウチグルミやヒメグルミとは区別されない。
- 北海道 南富良野町[83]
- 長野県 東御市[84]
- 富山県 黒部市[85]

## 名称
「クルミ」はタンニンで真っ黒になった様を指して「黒い実」、熟しても果皮に包まれた様から「くるまれた実」、クリに似て食用にできるから「栗実（くりみ）」など諸説ある。「オニ（鬼）」は核果が大きく凹凸も多いことを在来クルミ類、特にヒメグルミとの対比した命名と見られる。
実際にオニグルミの方言名では「オオクルミ」「オトコクルミ」などのヒメグルミと比較した名前が東北から北陸にかけてみられる。方言名は種類としては多くなく「クルミ」が訛った程度のものが多く、「クルミ」「クルミノキ」などという名前も全国的に知られる。大阪周辺では「ウルシ」と呼ぶという。ウルシは複葉である点と発音が若干似ている。「黒い実」説に近い「クロビ」「クロベ」などは北陸に見られる。四国や九州北部はクリやウメが付く名前が多く、「クリミ」、「コーグリ」、「クリウメ」、「ノグウメ」などがみられる。「ウメ」は幼果がウメのそれに似ていることに因むとみられる。四国はトチノキも「クリ」の付く方言で呼ぶことが多い。変わった名前として「ヤマギリ」（長崎県）「モモタロ」（石川県）「ボヤ」（紀伊半島）「ノブ」（愛媛県・山口県）などがある。九州はサワグルミなどを「ギリ」と付けて呼ぶところが他にも知られる。アイヌは「ニヌム」「ニヌムニ」などと呼んでいた。同じく食用になるヒメグルミと区別しない方言も全国的に多く、「ボヤ」「ノブ」などは実が食用にならないノグルミやサワグルミと同じだという。
カラフトグルミ（樺太胡桃）、カラフトオニグルミ（樺太鬼胡桃）ともよばれる中国植物名では「核桃楸」（かくとうしゅう）という。
種小名mandshuricaは「満州の」、変種名sachalinensisは「サハリンの」で何れも分布地に因む命名である。本項ではシノニムとなっているJuglans ailanthifoliaの種小名ailanthifoliaは「ニワウルシ属（Ailanthus）の葉」という意味でいずれも葉が複葉で似ていることからの命名である。